# Prix Taylor
Pour les articles homonymes, voir Taylor.
Le Prix Taylor en mathématiques est une récompense décernée annuellement à un étudiant de troisième cycle de mathématiques à l'Université George-Washington (GWU) à Washington, DC. Le prix est nommé d'après le Dr James Henry Taylor (en), professeur de mathématiques à GWU de 1929 à 1958.

## Histoire
James Henry Taylor est professeur de mathématiques à l'Université George Washington de 1929 à 1958, puis professeur émérite jusqu'à sa mort en 1972. Plusieurs années après sa mort, le président de l'université, M. Lloyd H. Elliott, avec plusieurs professeurs du Département de Mathématiques, dont Fritz Joachim Weyl (en), décident de créer un prix à sa mémoire. Le premier prix est décerné en 1977.

## Critères
Le bulletin de l'université décrit simplement les critères pour les lauréats du prix, « décerné à un étudiant de mathématiques remarquable ». Plusieurs des lauréats du Prix Taylor sont devenus professeurs de mathématiques dans différentes universités. La plupart ont publié des essais et des livres, ou donné des conférences sur leurs sujets spécifiques.

## Lauréats
Les lauréats sont :
- 2022 : Gabriel Montoya Vega et Guanning Zhang
- 2021 : Dionne Ibarra Kunkel[3]
- 2020 : Rhea Palak Bakshi[4], Pavel Avdeyev
- 2019 : Iva Bilanovic
- 2018 : Sujoy Mukherjee, Kai Yang
- 2017 : Xiao Wang
- 2016 : Chong Wang
- 2015 : Seung Yeop Yang
- 2014 : Leah Marshall[5],[6]
- 2013 : Carl Hammarsten[7], Jing Wang[8]
- 2012 : Kai Maeda, Tyler White
- 2010 : Forest Fisher[9], Michael Coleman[10]
- 2009 : Radmila Sazdanovic
- 2008 : Jennifer Chubb[11], Hillary Einziger[12]
- 2007 : Kerry Luse, Maciej Niebrzydowski
- 2006 : Malgorzata Dabkowska
- 2005 : Eric Ufferman
- 2004 : Laure Helme-Guizon
- 2003 : Amir Togha
- 2002 : Mietek Dabkowski
- 2001 : Rumen Dimitrov
- 2000 : Maxim Sokolov
- 1999 : Hongxun Qin
- 1998 : William Collier
- 1997 : Jun Zhang
- 1996 : Adam Sikora
- 1995 : William Miller
- 1994 : Qing Shen
- 1992 : Sita Ramamurti
- 1991 : Gary Schwartz
- 1990 : Uma Shivapuram
- 1988 : Claire Hackett
- 1987 : Hassan Sedaghat
- 1986 : Karma Dajani (en)
- 1983 : Karma Dajani
- 1978 : John Petro
- 1977 : Thomas J Carter